# لوئیس سانچس (بازیکن بسکتبال)
لوئیس سانچس (اسپانیایی: Luis Sánchez‎؛ – درگذشته ۲۰۰۱) بازیکن بسکتبال اهل پرو بود. وی در بازی‌های المپیک تابستانی ۱۹۴۸ شرکت کرده‌است.